# Multics Emacs
Multics Emacs — это реализация текстового редактора Emacs, написанная на MacLisp Бернардом Гринбергом из Honeywell Cambridge Information Systems Lab. Расширения, поставляемые пользователем, были также написаны на языке программирования Лисп. Выбор в 1978 году Лиспа обеспечил большую, чем когда-либо прежде, гибкость, и за ним последовало большинство последующих реализаций Emacs.